# Lotte Steinhoff
Lotte „Lo“ Steinhoff (verheiratete Lotte Steinhoff-Arnheim; * 12. Juni 1904 als Marie Hedwig Charlotte Steinhoff in Charlottenburg; † 2. September 1988 in Berlin) war eine deutsche Filmschauspielerin.

## Leben und Wirken
Die Tochter des Ingenieurs Walter Steinhoff und seiner Frau Hedwig, geb. Jander, begann ihre Bühnenlaufbahn im Alter von 16 Jahren in Osnabrück und spielte, aufgrund ihrer beträchtlichen Körpergröße, zunächst so genannte Hosenrollen wie den Walter Tell im Wilhelm Tell. Nach zwei Jahren Osnabrück und einem anschließenden Kurzaufenthalt in einer anderen Stadt kehrte Steinhoff nach Berlin zurück. Dort fand sie Beschäftigung an Heinz Saltenburgs Bühnen, an den Meinhard-Bernauer Bühnen und am Komödienhaus. Nebenbei wurde Steinhoff im Frühjahr 1924 für die Rolle der Marietje in dem in den Niederlanden abgedrehten Film Die Fahrt ins Verderben erstmals vor die Kamera geholt.
Die Berlinerin konnte sich auf der Leinwand jedoch nicht wirklich durchsetzen und bekam zu Beginn der Tonfilmära nur noch winzige Rollen angeboten. In ihrer letzten Produktion war ihr Ehemann Valy Arnheim ihr Filmpartner. Die seit 1939 miteinander verheirateten Lotte Steinhoff-Arnheim und Valy Arnheim lebten zuletzt in Berlin-Halensee, wo die 46-jährige Witwe auch nach dem Ableben ihres Gatten ansässig blieb.

## Filmografie
- 1924: Die Fahrt ins Verderben
- 1924: Mein Leopold
- 1926: Die Flammen lügen
- 1931: Reserve hat Ruh
- 1932: Gräfin Mariza
- 1932: Flucht nach Nizza
- 1935: Die selige Exzellenz